# Jak X: Combat Racing
Jak X: Combat Racing (conocido en Europa simplemente como Jak X) es un videojuego de conducción arcade y ciencia ficción desarrollado por Naughty Dog y distribuido por Sony Computer Entertainment. Fue lanzado el 9 de noviembre de 2005 para PlayStation 2. Este juego abandona la línea de la saga Jak and Daxter, conformada por Jak and Daxter: The Precursor Legacy, Jak II y Jak III, para centrarse en la conducción salvaje y en el uso de las armas incluidas en los vehículos.

## Trama
La historia de este videojuego se centra poco tiempo después del fin de Jak III. En esta nueva aventura, Jak y algunos personajes de la saga viajan a Kras City, para la lectura del testamento de Krew, personaje ya conocido por su aparición en Jak II. Poco después de su llegada, Jak descubre que todos los asistentes a la lectura han sido envenenados por Krew, y que la única manera de conseguir el antídoto es ganar el prestigioso torneo de conducción de Kras City en nombre del difunto. La historia del juego se desarrolla a través de cuatro copas, cada una formada por una veintena de competiciones. A medida que se ganan competiciones, nuestro prestigio aumenta, y se desbloquean nuevos circuitos. La trama avanza mediante una serie de vídeos, en los que podemos ver como Jak y su equipo planean estrategias que les otorguen el título del torneo.

## Jugabilidad
Las carreras de Jak X: Combat Racing se basan en la conducción salvaje y en el uso de armas. El modo de usar las armas es bastante similar al de juegos como Mario Kart, y la clave de ellas es saber usarlas en el momento idóneo. Además, el eco vuelve a aparecer en este juego, y cada uno de ellos repercute de distinta forma en nuestro vehículo. El sistema de clasificación del torneo de Kras City está organizado por puntos, depende de la posición que obtengamos, conseguiremos un determinado número de puntos; además, ciertas acciones como los derrapes nos otorgarán puntos extra.

#### El eco en las carreras
Existen cinco tipos de eco se pueden obtener en Jak X:
- El eco amarillo, que recarga las armas delanteras del vehículo.
- El eco rojo, que recarga las armas traseras.
- El eco azul, que proporciona velocidad turbo al vehículo.
- El eco verde, que recupera la "vida" de nuestro vehículo.
- El eco oscuro, que después de que logres hacer un cierto número de muertes con tus armas las hace más fuertes y desaparece cuando te destruyen, pero lo puedes volver a ganar de la misma forma siempre.

#### Armas y obstáculos en las carreras
Como se ha mencionado antes, las armas siguen un estilo parecido al de juegos como Mario Kart, y el éxito al usarlas dependerá del momento en el que se usen. Las armas delanteras suelen usarse para destruir otros vehículos, y las traseras pueden servir para destruir misiles que se dirigen hacia nuestro vehículo. También encontraremos obstáculos como el fuego durante las carreras.
También podrás competir en varios tipos de escenarios y climas, como, la selva, la lava, nieve y la ciudad.

## Tienda
En Jak X: Combat Racing existe una tienda en la que podremos comprar ítems y mejoras para nuestro vehículo pagando con los puntos que se obtienen en las carreras (esferas precursor que ya conocemos), e incluso se podrán comprar nuevos vehículos más potentes como el Arenatiburón de Jak 3.

## Recepción
Jak X: Combat Racing recibió críticas mayormente positivas del público, y críticas favorables de los críticos, y actualmente tiene un índice de aprobación del 77.01% en GameRankings basado en 57 reseñas y una puntuación de 76/100 en Metacritic.
Meristation le dio un 7.5. En IGN.com lo calificó de buen juego de carreras y le otorgó un 8, y en Gametrailers recibió un 8.9.
- Datos: Q2336501